# السيد عبده المستكاوى
السيد عبده المستكاوى من مواليد 1991
معلومات شخصية
 

 اسم الولادة
السيد عبده المستكاوى ، ELSAYED ABDOU ELMESTEKAWY

مكان الميلاد
كفر الشيخ

الجنسية
مصرى

اللقب
دكتور السيد المستكاوى

شهر اغسطس هو دكتور جامعى في تخصص القانون والعلوم السياسية في الجامعة الاسلامية بمنيسوتا الامريكية بكلية الاداب والعلوم الانسانية قسم العلوم السياسية ، ودكتور بدرجه محاضر بكلية الحقوق جامعة اكاديميون العالمية ، ودكتور القانون بكلية ادارة الاعمال بالجامعة الامريكية uopeople ، مدرب معتمد بتخصص الحقوق والقانون بالمركز القومى للتدريب واعداد القيادات بالمجلس الاعلى للجامعات المصرية 